# Трагедия на К2 (1986)
Трагедията на връх К2, Пакистан в планината Каракорум се разиграва в периода между 6 и 10 август 1986 г.
Загиват 5 алпинисти в снежна буря. 8 други алпинисти загиват в предишните няколко седмици, с което жертвите в рамките на този сезон стават общо 13.

## История

### 21 юни – 4 август 1986
Първата жертва за това лято е част от американска експедиция. Като много други през това лято, и този екип има за цел да бъде първият преминал по технически трудното и неизкачвано дотогава югозападно ребро – маршрут известен като „Magic Line“. Водачът на екипа Джон Смолич и Алън Пенингтън са пометени от лавина на 21 юни. Тялото на Пенингтън е изровено от катерачите, свидетели на инцидента, но това на Смолич не е открито. Останалите от екипа напускат планината скоро след този трагичен инцидент. 
На 23 юни френските алпинисти Лилиан и Морис Барар достигат върха, само 30 минути след като това е направила Ванда Руткевич, която е част от техния екип, с което става първата жена, стъпила на К2. И Руткевич и Барар се изкачват без да използват допълнителен кислород. На свечеряване те тримата, заедно с друг член на техния екип Микел Парментиер и двама испански  алпинисти Мари Абрего и Хосема Касимиро, са принудени да бивакуват непосредствено под върха. И шестимата оцеляват по време на нощта, но на следващия ден семейство Барар изчезват по време на слизането. Тялото на Лилиан е намерено три седмици по-късно, докато това на Морис остава неоткрито до 1998 г.
На 10 юли полският алпинист Тадеуш Пьотровски пада смъртоносно след успешно изкачване по централното ребро на южната стена. Шест дни по-късно италианският соло катерач Ренато Казарото пропада в ледена пукнатина след неуспешен опит по югозападното ребро. Въпреки че е изваден от пукнатината, умира малко след това от раните си. На 3 август Войчех Вруж, част от съвместната чешко-полска експедиция, която успешно достига върха по югозападното ребро без използване на бутилиран кислород се изплъзва от края на фиксираното въже, пада и загива. На 4 август Мохамед Али, сердар от южнокорейска експедиция умира в каменопад по реброто Абруци. Лошите климатични условия през това лято са причина за много други инциденти и тежки наранявания.

### 6 – 10 август 1986
Алън Роуз е ръководител на британската експедиция. Той получва разрешение за изкачване по трудния северозападен гребен вместо по класическия маршрут по реброто Абруци. След няколко неуспешни опита да изградят височинни лагери по този маршрут, експедицията се разпуска, като единствено Роуз и операторът Джим Кюрън остават в планината. Кюрън се връща в базовия лагер, а Роуз решава да продължи щурма към върха.
Експедицията на Роуз не е единствената, която среща трудности по склоновете на К2 през това лято. Докато Роуз и неговия екип правят опит по северозападния гребен, други експедиции също атакуват върха по различни маршрути с и без допълнителен кислород. След като неговият екип напуска планината, Роуз обединява усилия с други шестима алпинисти – австрийците Алфред Имицер, Ханс Визер, Вили Бауер и Курт Димбергер, полякинята Доброслава Мьодович-Волф и друга британска алпинистка Джули Тюлис – в опит да изкачат върха по класическия маршрут без да имат официално разрешение за това.
Новосформираният екип успява да достигне Лагер 4, последния щурмови лагер, но поради неизяснени причини алпинистите решават да изчакат един ден преди атаката на върха. Въпреки влошаващите се климатични условия, Роуз и Волф поемат към върха на 4 август. Волф бързо се изморява и решава да се върне и Роуз продължава сам. Двама от австрийските катерачи, Вили Бауер и Алфред Имицер го настигат малко преди последните стотина метра под върха. Тримата заедно успяват да достигнат върха към 4:00 следобед на 4 август. Роуз става първият англичанин стъпил на К2.
На връщане, на около 500 метра под върха, те намират Волф заспала в снега и я убеждават да започне да се спуска. Те срещат също Курт Димбергер и Джули Тулис, които все още се движат нагоре и се опитват безуспешно да ги убедят да се върнат с тях. Димбергер и Тулис са на върха около 7.00 вечерта. На слизане Тулис пада и въпреки че оцелява, двамата са принудени да прекарат нощта на бивак на открито.
Впоследствие, всички алпинисти достигат Лагер 4, където е Ханс Визер, който не предприема опит за атака на върха. Така седмината чакат бурята да утихне. Вместо това обаче, тя се влошава, носейки силен снеговалеж, ветрове със скорост над 160 км/ч и минусови температури. Без храна и газ, с която да топят сняг във вода за пиене, те са изправени пред сериозна смъртна опасност. На височина от 8000 метра човешкото тяло изисква приблизително 6 литра течности на ден, за да се избегне сгъстяването на кръвта. Като се има предвид, че на тази височина парциалното налягане на кислорода в атмосферния въздух е едва една трета от стойността на морското равнище, рискът от развитие на хипоксия и смърт е изключително висок.
Тулис умира през нощта на 6 срещу 7 август, най-вероятно от т.нар. височинен белодробен оток, причинен от недостига на кислород на тази надморска височина и цялостно физическо изтощение. Останалите шестима алпинисти остават в Лагер 4 през следващите три дни, изключително изтощени и почти в безсъзнание. На 10 август снеговалежът спира, но температурите падат още, а вятърът не утихва. Въпреки изтощението и острата дехидратация, алпинистите решават, че нямат друг избор, освен да започнат спускане.
Роуз, в моментите, в които е в съзнание агонизира и останалите решават да го изоставят в палатката, за да спасят собствения си живот. Това е решение, заради което оцелелите и в частност Димбергер ще бъдат остро критикувани. Имицер и Визер, и двамата страдащи от снежна слепота, колабират само на стотина метра от палатката и не могат да се съживят. Волф, която се движи последна също не успява да се справи с пътя надолу. Година по-късно тя е открита от членове на японска експедиция, привързана към фиксираните въжета, все още изправена и облегната на скалата.
Бауер и Димбергер, двамата останали алпинисти, откриват, че Лагер 3 е отвят от ураганните ветрове, но успяват да се доберат до относителната сигурност на Лагер 2 на 10 август вечерта. Бауер успява сам да стигне до базовия лагер, но Димбергер се нуждае от помощ и Джим Кюрън и двама полски алпинисти го свалят надолу. Бауер и Димбергер са транспортирани с хеликоптер на 16 август. И двамата губят пръсти на ръцете и краката си, в резултат на силни измръзвания.

## Списък на жертвите

### 21 юни – 4 август
| Име               | Националност | Дата         | Причина за смъртта  |
| ----------------- | ------------ | ------------ | ------------------- |
| Джон Смолич       | САЩ          | 21 юни       | лавина              |
| Алън Пенингтън    | САЩ          | 21 юни       | лавина              |
| Морис Барар       | Франция      | 24 юни       | Изчезват на слизане |
| Лилиан Барар      | Франция      | 24 юни       | Изчезват на слизане |
| Тадеуш Пьотровски | Полша        | 10 юли       | Падане              |
| Ренато Казарото   | Италия       | 16 юли       | Падане в пукнатина  |
| Войчех Вруж       | Полша        | 3 – 4 август | Падане              |
| Мохамед Али       | Пакистан     | 4 август     | Каменопад           |

### 6 – 10 август
| Име                      | Националност   | Дата         | Причина за смъртта                         |
| ------------------------ | -------------- | ------------ | ------------------------------------------ |
| Джули Тюлис              | Великобритания | 6 – 7 август | Най-вероятно: оток, изтощение и измръзване |
| Алън Роуз                | Великобритания | 10 август    | Най-вероятно: оток, изтощение и измръзване |
| Ханс Визер               | Австрия        | 10 август    | Най-вероятно: оток, изтощение и измръзване |
| Алфред Имицер            | Австрия        | 10 август    | Най-вероятно: оток, изтощение и измръзване |
| Доброслава Мьодович-Волф | Полша          | 10 август    | Най-вероятно: оток, изтощение и измръзване |

## Книги
- Curran, Jim, K2: Triumph and Tragedy, Grafton, 1989, (ISBN 0-586-20569-1)
- Diemberger, Kurt, The Endless Knot: K2, Mountain of Dreams and Destiny, Mountaineers Books, 1991 (ISBN 0-89886-300-7)